# Shashi Dhoj Tulachan
Shashi Dhoj Tulachan, appelé Guru Nawang Chhogyall Tenzin , est le chef spirituel du monastère Chhairo gompa (en), du bouddhisme tibétain Nyingma, ayant été responsable de Gompa par l'incarnation actuelle qui n'est pas un lama pratiquant. Il est également responsable de trois gompas (Monastères) à Tukuche, son village d'origine sur la rive droite du Kali Gandaki (rivière) et dans le sentier Annapurna:
- Sambha gompa (Karmapa/Kagyu) - instituée en 1935
- Rani gompa Mahakala gompa - institué en 1930 par quatre membres de la famille Tulachan, y compris le père de Shashi Dhoj, Kamal Dhoj Tulachan[2].

## Patrimoine familial

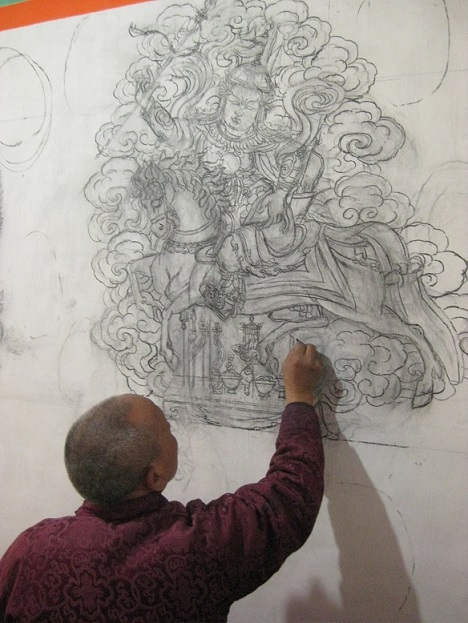
Chhairo Gompa: Lama Shashi dessine le nouveau gyalpo.

Le Lama Shashi est un maître dans l'art de la peinture thangka bouddhiste et s'engage à rétablir la communauté résidentielle à Chhairo gompa.
La famille Tulachan provient du village voisin de Tukuche, au sud et provient d'une longue lignée d'artistes bouddhistes.
Son père Kamal Dhoj Tulachan et son grand-père sont responsables de nombreuses peintures murales et statues à trouver dans les gompas, les Chörtens et les sanctuaires privés dans les villages de la région de Thak Kola (Gandaki).
Le Lama Shashi dessine le nouveau gyalpo est commence par aider son père et son frère aîné, Krsna Dhoj Tulachan, âgés de 9 ans, les accompagnant dans les villages autour de Mustang. À l'âge de 18 ans, il avait reçu sa première mission en solo pour peindre le village de Mani Lha K'an de Gemi, District de Mustang.

## Monastères Mustang
La preuve du travail de Shashi Dhoj se trouve dans les monastères et les gompas de la région de Mustang.

## Statuaire
Le travail de la statue de Lama Shashi peut être vu à Lumbini et il conçoit beaucoup de statues bouddhistes produites au monastère Karma Samtenling à Katmandou.
Un certain nombre de ses peintures bouddhistes ont été exposées à l'international.

## Expositions internationales
Neuf débris de Thangka surdimensionnés de l'école tibétaine de peinture religieuse Karma Ghadri ont été exposés au musée Bowers en 2013.

## Japon mandalas
Les mandalas peints par Shashi Dhoj Tulachan et son frère Cakra Dhoj Tulachan sont la pièce maîtresse du centre de méditation Toga Meiso no Sato à Toga Mura, au Japon.
Quatre Mandala Thangkas de 4 mètres par 4 mètres ont été peints à Toga Mura (village Toga), à la préfecture de Toyama sur 18 mois en 1988 et 1989. Les thèmes des quatre mandalas sont:
Le livre tibétain des morts
Sukhavati  (terre pure d'Amitābha)
Mandala de Vajradhatu (mandala du domaine du diamant)
Mandala de Garbhadhatu (mandala du royaume du ventre)
Shashi Dhoj est revenu à Toga mura, un village sœur de Tukuche; Le village d'origine de Shashi Dhoj Tulachan; en avril 1991 pour l'ouverture du centre de méditation. Il est retourné en 1994 pour peindre un Mandala of the Two Realms, combinant les styles japonais et tibétain.